# Standenspiegel
Een standenspiegel of standsrevue is een genre waarin de verschillende standen van de maatschappij achtereenvolgens worden aangesproken. Dit gebeurt meestal in de volgorde: van hoog (koning, adel, geestelijken) tot laag (ambachtslieden, boeren, jongelui).
Een bekend voorbeeld hiervan is Vander mollenfeeste van Anthonis de Roovere, uit de 15e eeuw. Dit is tevens een vanitasgedicht en brengt de boodschap dat iedereen, van hoog tot laag, man of vrouw, jong of oud, zal zijn uitgenodigd ter mollenfeeste, waarmee uiteraard de dood wordt bedoeld. De mol, die blind is, ziet immers toch het verschil tussen al die rangen en standen niet.
Ook in de volksmuziek komt de standenspiegel voor, vaak als parodie: Van hoog tot laag drinken de mensen, bijvoorbeeld, graag de wijn. Dit geldt niet alleen voor de boeren die graan uitvoeren maar zeker ook voor de prochiepapen en de koster fijn. Met de laatstgenoemde groep, de geestelijken, wordt dan doorgaans afgesloten. Het was immers een zeldzame gelegenheid om dezen op de hak te nemen.
Een verwante vorm aan de standenspiegel is de beroepenspiegel.

## Trivia
Het rijtje koning, keizer, admiraal.... is een hedendaagse variant op de standenspiegel.